# Roger Yuan
Roger Yuan est un acteur et cascadeur américain née le 25 janvier 1961 à Carbondale en Illinois.

## Filmographie

### Acteur

#### Cinéma
- 1991 : American Kickboxer : Howard
- 1991 : L'Arme parfaite : Diamond
- 1991 : Dans les griffes du Dragon rouge : Kickboxer
- 1992 : Rage and Honor : Dave le voyou
- 1992 : Force brute : un yakuza
- 1992 : American Streetfighter : Ito
- 1993 : Shootfighter: Fight to the Death : Po
- 1994 : Ring of Steel : un ninja
- 1994 : Death Match : Dans l'arène de la mort : un combattant
- 1994 : Double Dragon : Ninja Wraith
- 1997 : Il était une fois en Chine : Dr Wong en Amérique : Dick
- 1997 : Brotherhood : Richard
- 1997 : Spawn : un soldat coréen
- 1997 : Red Corner : Huan Minglu
- 1997 : True Vengeance : Takura
- 1998 : L'Arme fatale 4 : Chu
- 2000 : Shanghai Kid : Lo Fong
- 2001 : The Silent Force : Jimmy Thai
- 2003 : Le Gardien du manuscrit sacré : Maître Monk
- 2004 : La ferme se rebelle : voix additionnelles
- 2004 : Vampires 3 : La Dernière Éclipse du soleil : Kiko
- 2005 : Batman Begins : un technicien Hazmat
- 2005 : Syriana : un ingénieur chinois
- 2008 : Fifth Street : Vincent
- 2008 : Le Cinquième Commandement : Z
- 2009 : Chandni Chowk to China : Inspecteur Chiang Kohung
- 2009 : Black Dynamite : Diabolique Dr Wu
- 2012 : Skyfall : le garde du corps de Severine
- 2013 : Il était une fois au Vietnam : Général Long
- 2016 : Tigre et Dragon 2 : Iron Crow
- 2016 : Blindsided : Gordon
- 2018 : Profession tueur : le maître d'épée
- 2018 : Blindsided: The Game : Gordon
- 2018 : Venom : le propriétaire du magasin du village Eel
- 2019 : John Wick Parabellum : Huang
- 2020 : Mulan : Duba Tegin
- 2020 : The Paper Tigers : Sifu Cheung
- 2021 : Dune : Lieutenant Lanville
- 2023 : Outlaw Johnny Black : Lee
- 2024 : Dune, deuxième partie : Lieutenant Lanville

#### Télévision
- 1993-2000 : Walker, Texas Ranger : Chen, Chia Ko et autres personnages (5 épisodes)
- 1994 : Vanishing Son : Button Man (1 épisode)
- 1994 : Le Rebelle : Glen Kawahowa (1 épisode)
- 1997 : Tracey Takes On... : le garde du palais (1 épisode)
- 1998 : Le Damné : Da Ming Po (1 épisode)
- 1999 : Nash Bridges : M. Lee (1 épisode)
- 2001 : Washington Police : Tuan Tran (1 épisode)
- 2002 : Réseau clandestin : Zhao Lo
- 2003 : Angel : Wo-Pang (2 épisodes)
- 2009 : MI-5 : Heng (1 épisode)
- 2010 : Les Experts : Miami : Takashi Yamada (1 épisode)
- 2018 : NCIS : Nouvelle-Orléans : Henry Chen (1 épisode)
- 2018 : Hawaii 5-0 : Kang (1 épisode)

#### Jeu vidéo
- 1994 : The Ultimate Warrior : Fang-Tu

### Cascadeur

#### Cinéma
- 1985 : House
- 1992 : Force maximum
- 1992 : Rapid Fire
- 1994 : Double Dragon
- 1995 : Power Rangers, le film
- 1996 : Los Angeles 2013
- 1996 : Space Truckers
- 1997 : Le Ninja de Beverly Hills
- 1997 : Spawn
- 1997 : Fugue
- 1998 : Blade
- 2004 : Ella au pays enchanté
- 2009 : Black Dynamite
- 2009 : Blood and Bone
- 2011 : X-Men : Le Commencement
- 2012 : Skyfall
- 2013 : Il était une fois au Vietnam
- 2013 : 47 Ronin
- 2016 : Warcraft : Le Commencement
- 2016 : Jason Bourne
- 2017 : Le Dîner des vampires
- 2017 : American Assassin
- 2018 : Blindsided: The Game
- 2019 : John Wick Parabellum
- 2019 : Corporate Monster
- 2021 : Dune
- 2023 : The Machine
- 2024 : Dune, deuxième partie

#### Télévision
- 1994 : Vanishing Son
- 2007-2009 : Les Tudors (2 épisodes)
- 2011 : Camelot (1 épisode)
- 2013 : Ripper Street (1 épisode)
- 2023 : Le Continental : D'après l'Univers de John Wick (3 épisodes)